# Paul Eppstein

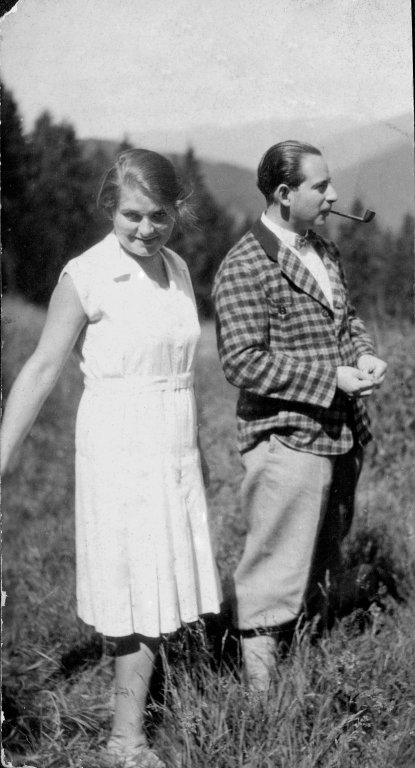
Manželé Eppsteinovi v roce 1937

Paul Maximilian Eppstein (4. března 1902 Ludwigshafen am Rhein – 27. nebo 28. září 1944 Malá pevnost Terezín) byl německý sociolog a židovský starší v ghettu v Terezíně.

## Život
Byl synem obchodního cestujícího Isidora Eppsteina (1869–1916) a jeho manželky Johanny, rozené Scharffové (* 1874). Své rané dětství strávil v Ludwigshafen am Rhein, než se rodina v roce 1908 přestěhovala do Mannheimu. Jeho bratr Lothar se narodil v roce 1909 († 1977 v USA). Po smrti otce se rodina v roce 1918 přestěhovala zpět do Ludwigshafenu. V roce 1920 absolvoval střední školu v Mannheimu a poté studoval právo a politologii, sociologii a ekonomii na univerzitě v Heidelbergu. Doktorát získal v roce 1924 na filozofické fakultě. Téma jeho disertační práce bylo Průměr jako statistická fikce.
V roce 1928 se stal vedoucím centra vzdělávání dospělých v Mannheimu, které se během několika let vyvinulo v jeden z nejvýznamnějších institutů svého druhu v Německu. 14. srpna 1930 se oženil s psycholožkou a sociální pracovnicí Dr. Hedwig Strauss, později známou jako Hedwig Eppstein. ve 30. letech 20. století vyučoval sociologii na Akademii židovských studií v Berlíně V roce 1933 vydal brožovanou verzi The Symptoms in Business Cycle Research.
V témže roce musel odstoupit z vedení centra vzdělávání dospělých. Na žádost správní rady Říšské reprezentace německých Židů v Berlíně do ní vstoupil a zabýval se především administrativními otázkami a sociálními úkoly. Po listopadových pogromech dostal Eppstein pozvání z Anglie na přednášky ze sociologie, které odmítl, protože nechtěl opustit Německo. V následujícím období byl několikrát zatčen gestapem.
Od července 1939 působil v Říšském svazu Židů v Německu a musel několikrát vystoupit v Hlavním úřadu říšské bezpečnosti (RSHA) v tzv. Eichmannreferat. Koncem léta 1941 ho Adolf Eichmann za přítomnosti Rolfa Günthera a Friedricha Suhra informoval jako zástupce Říšského spolku spolu s Josefem Löwenherzem z vídeňské židovské obce, že v září 1941 je pro všechny Židy zavedena povinná identifikace. Tzv. židovskou hvězdu musel od 19. září 1941 nosit každý, kdo byl ze zákona považován za Žida.
V lednu 1943 byl spolu s manželkou a Leo Baeckem deportován do terezínského ghetta, kde byl jmenován židovským starším jako nástupce Jakoba Edelsteina. Jako takový byl nucen mimo jiné pomáhat při přípravě deportací do táborů smrti. 27. nebo 28. září 1944 byl v Malé pevnosti Terezín zastřelen esesáky. Jeho manželka Hedwig byla 28. října 1944 deportována do koncentračního tábora Osvětim, kde byla také zavražděna.